# Eleição municipal de Araruama em 2024
A eleição municipal da cidade de Araruama em 2024 ocorreu no dia 6 de outubro (primeiro turno) com o objetivo de eleger um prefeito, um vice-prefeito e 17 vereadores responsáveis pela administração da cidade no mandato a se iniciar em 1° de janeiro de 2025 e com término em 31 de dezembro de 2028. Como o município não possui 200 mil eleitores, a disputa foi realizada em turno único. Foi a primeira vez que o município de Araruama teve a maioria de candidatas mulheres à prefeitura da cidade, principalmente para o cargo de prefeita.
A campanha eleitoral contou com a participação de 4 candidatos a prefeito. A prefeita em exercício, Lívia de Chiquinho, do Republicanos, eleita em 2020 pelo PP, não pôde se candidatar para uma nova reeleição devido ao limite estabelecido na Constituição Brasileira de no máximo dois mandatos executivos consecutivos por pessoa. O primeiro turno foi realizado em 6 de outubro de 2024. Daniela de Lívia, candidata pelo MDB, foi eleita com 41.664 votos (54,44% dos votos válidos), seguida de Penha Bernardes, do PL, que obteve 29.564 votos (38,63%).
Na Câmara dos Vereadores, 291 candidatos concorreram ao pleito e 17 foram eleitos. O MDB foi o partido que mais conquistou o número de assentos, com 4 cadeiras cada. Thiago Pinheiro, do MDB, foi o candidato mais votado, recebendo 2.290 votos (2,92% dos votos válidos). Os candidatos eleitos tomaram posse na Prefeitura de Araruama em 1 de janeiro de 2025 para exercerem um mandato de quatro anos.

## Calendário eleitoral
| Início        | Fim           | Atividades | Status    |
| ------------- | ------------- | --- | --------- |
| 7 de março    | 5 de abril    | Janela partidária para vereadores trocarem de partido visando concorrer às eleições sem perder o mandato. | Realizado |
| 6 de abril    | 6 de abril    | Data-limite para todas as legendas e federações partidárias obterem o registro dos estatutos no TSE e para todos os candidatos terem domicílio eleitoral na circunscrição em que desejam disputar as eleições com a filiação deferida pelo partido. | Realizado |
| 15 de maio    | 15 de maio    | Início da campanha de arrecadação prévia de recursos na modalidade de financiamento coletivo para pré-candidatos, sem realização de pedidos de voto e obedecendo a regras relativas à propaganda eleitoral na Internet.                             | Realizado |
| 20 de julho   | 5 de agosto   | Realização de convenções partidárias para deliberar sobre coligações e escolher candidatos às prefeituras e aos cargos de vereador. Os partidos têm até 15 de agosto para registrar os nomes na Justiça Eleitoral.                                  | Realizado |
| 16 de agosto  | 16 de agosto  | Início das campanhas eleitorais de forma igualitária, podendo qualquer publicidade ou manifestação com pedido explícito de voto antes da data ser considerada irregular e multada.                                                                  | Realizado |
| 30 de agosto  | 3 de outubro  | Veiculação da propaganda eleitoral gratuita no rádio e na televisão. | Realizado |
| 6 de outubro  | 6 de outubro  | Realização do primeiro turno das eleições municipais. | Realizado |
| 11 de outubro | 25 de outubro | Veiculação da propaganda eleitoral gratuita no rádio e na televisão para o segundo turno. | Realizado |
| 27 de outubro | 27 de outubro | Realização de um eventual segundo turno nas cidades com mais de 200 mil eleitores em que o candidato a prefeito mais votado não tenha atingido a metade mais um dos votos válidos.                                                                  | Realizado |

## Candidatos à prefeitura
| Nº | Prefeito(a)  | Prefeito(a)      | Prefeito(a) | Prefeito(a)                                     | Vice-prefeito(a)                | Vice-prefeito(a)                | Vice-prefeito(a)                | Vice-prefeito(a) | Vice-prefeito(a)                                                                       | Coligação Partido(s)                                                                                      | Ref.         |
| Nº | Candidato(a) | Candidato(a)     | Partido     | Cargos relevantes                               | Candidato(a) a vice-prefeito(a) | Candidato(a) a vice-prefeito(a) | Candidato(a) a vice-prefeito(a) | Partido          | Cargos relevantes                                                                      | Coligação Partido(s)                                                                                      | Ref.         |
| -- | ------------ | ---------------- | ----------- | ----------------------------------------------- | ------------------------------- | ------------------------------- | ------------------------------- | ---------------- | -------------------------------------------------------------------------------------- | --- | ------------ |
| 15 |              | Daniela de Lívia | MDB         | - Secretária de Governo de Araruama (2023–2024) |                                 |                                 | Verônica do Café Capri          | NOVO             | - Empresária                                                                           | Meu Partido é Araruama - MDB - NOVO - Republicanos - PODE - PRD - PRTB - PSB - Agir - Fed. PSDB Cidadania | [ 8 ] [ 9 ]  |
| 22 |              | Penha Bernardes  | PL          | - Vereadora de Araruama (2017–2024)             |                                 |                                 | André Mônica                    | UNIÃO            | - Prefeito de Araruama (2009–2012) - Vice-presidente do Detran de Araruama (2023–2024) | Você Merece Muito Mais - PL - UNIÃO - PP - Solidariedade - PSD - Avante - MOBILIZA                        | [ 8 ] [ 10 ] |
| 27 |              | Sérgio Ribeiro   | DC          | - Empresário                                    |                                 |                                 | Gal Bragança                    | DC               | - Produtor agropecuário                                                                | Sem coligação                                                                                             | [ 8 ] [ 11 ] |
| 35 |              | Rejane Silva     | PMB         | Não possui                                      |                                 |                                 | Pastora Luciana Miranda         | PMB              | Não possui                                                                             | Sem coligação                                                                                             | [ 8 ]        |

### Desistências
- Professora Fernanda (PSB) – Integrante da Secretária de Saúde de Araruama. Teve sua pré-candidatura retirada em 27 de março após o partido apoiar à de Daniela de Lívia.[12]
- Verônica do Café Capri (NOVO) – Empresária. Retirou a pré-candidatura em 13 de julho para ser candidata a vice de Daniela de Lívia.[13]

## Resultados

### Prefeito
| Candidata(o) a prefeita(o) | Candidata(o) a prefeita(o) | Candidato(a) a vice-prefeito(a) | Primeiro turno 6 de outubro de 2024 | Primeiro turno 6 de outubro de 2024 |
| Candidata(o) a prefeita(o) | Candidata(o) a prefeita(o) | Candidato(a) a vice-prefeito(a) | Votação                             | Votação                             |
| Candidata(o) a prefeita(o) | Candidata(o) a prefeita(o) | Candidato(a) a vice-prefeito(a) | Total                               | %                                   |
| -------------------------- | -------------------------- | ------------------------------- | ----------------------------------- | ----------------------------------- |
|                            | Daniela de Lívia (MDB)     | Verônica do Café Capri (NOVO)   | 41.664                              | 54,44%                              |
|                            | Penha Bernardes (PL)       | André Mônica (UNIÃO)            | 29.564                              | 38,63%                              |
|                            | Sérgio Ribeiro (DC)        | Gal Bragança (DC)               | 4.272                               | 5,58%                               |
|                            | Rejane Silva (PMB)         | Pastora Luciana Miranda (PMB)   | 1.037                               | 1,35%                               |
| Total de votos válidos     | Total de votos válidos     | Total de votos válidos          | 76.537                              | 92,71%                              |
| → Votos brancos            | → Votos brancos            | → Votos brancos                 | 2.213                               | 2,68%                               |
| → Votos nulos              | → Votos nulos              | → Votos nulos                   | 3.804                               | 4,61%                               |
| Total de votos             | Total de votos             | Total de votos                  | 82.554                              | 76,30%                              |
| → Abstenções               | → Abstenções               | → Abstenções                    | 25.645                              | 23,70%                              |
| Eleitores aptos a votar    | Eleitores aptos a votar    | Eleitores aptos a votar         | 108.199                             | 108.199                             |
| Fonte: TSE                 |                            |                                 |                                     |                                     |

### Vereadores eleitos
| Candidato(a) | Candidato(a)              | Partido       | Votos | Votos |
| Candidato(a) | Candidato(a)              | Partido       | Total | %     |
| ------------ | ------------------------- | ------------- | ----- | ----- |
|              | Thiago Pinheiro           | MDB           | 2.290 | 2,92% |
|              | Roberta Barreto           | MDB           | 2.163 | 2,75% |
|              | Amigo Walmir              | Republicanos  | 2.109 | 2,69% |
|              | Júlio César Coutinho      | MDB           | 2.040 | 2,60% |
|              | Elói Ramalho              | Solidariedade | 1.958 | 2,49% |
|              | Nelsinho do Som           | Republicanos  | 1.912 | 2,43% |
|              | Magno Dheco               | MDB           | 1.906 | 2,43% |
|              | Armando Polati            | PRD           | 1.879 | 2,39% |
|              | Thiago Moura              | Cidadania     | 1.849 | 2,35% |
|              | Carlinhos de Deus         | Cidadania     | 1.776 | 2,26% |
|              | Diego de Ciraldo          | Republicanos  | 1.742 | 2,22% |
|              | Rodriguinho das Excursões | NOVO          | 1.571 | 2%    |
|              | Oliveira da Guarda        | UNIÃO         | 1.549 | 1,97% |
|              | Aridinho                  | PL            | 1.484 | 1,89% |
|              | Anderson Moura            | PL            | 1.327 | 1,69% |
|              | Carlos Russo              | PRD           | 1.091 | 1,39% |
|              | Fábio da Ração            | PDT           | 1.070 | 1,36% |